# Paweł VI – papież burzliwych czasów
Paweł VI – papież burzliwych czasów – włoski telewizyjny film biograficzny z 2008 roku. Tematem filmu jest historia życia Battisty Montiniego (od 1963 –  papieża Pawła VI). 

## Obsada
- Fabrizio Gifuni – Giovanni Battista Montini (później Paweł VI)
- Mauro Marino – Don Pasquale Macchi
- Antonio Catania – Giulio Bevilacqua
- Luca Lionello – Don Leone
- Sergio Tardioli – Don Primo Mazzolari
- Claudio Botosso – Roberto Poloni
- Licia Maglietta – Maria Colpani
- Fabrizio Bucci – Matteo Poloni
- Mariano Rigillo – kardynał Eugène Tisserant
- Giovanni Visentin – kardynał Francesco Marchetti Selvaggiani
- Sergio Fiorentini – kardynał Pietro Gasparri
- Luciano Virgilio – kardynał Ugo Poletti
- Pietro Biondi – kardynał Jean-Marie Villot
- Gaetano Aronica – Aldo Moro
- Luis Molteni – Angelo Roncalli
- Angelo Maggi – Eugenio Pacelli
- Nicola D'Eramo – Marcel Lefebvre
- Carlo Cartier – papież Pius XI
- Maciej Robakiewicz – Karol Wojtyła